# Alaena major
Alaena major är en fjärilsart som beskrevs av Charles Oberthür 1888. Alaena major ingår i släktet Alaena och familjen juvelvingar. Inga underarter finns listade i Catalogue of Life.